# تورستن يانسن
تورستن يانسن (بالألمانية: Torsten Jansen) مواليد 23 ديسمبر 1976 في آدناو، ألمانيا، هو لاعب كرة يد ألماني يلعب كجناح أيسر. يلعب حاليا مع نادي كيل لكرة اليد ويحمل الرقم 5. مثل منتخب ألمانيا لكرة اليد. شارك في دورة الألعاب الأولمبية الصيفية سنة 2004. حقق المركز الأول في بطولة العالم لكرة اليد للرجال 2007.

## الميداليات
| الميدالية | المسابقة                           |
| --------- | ---------------------------------- |
| فضية      | الألعاب الأولمبية الصيفية 2004     |
| ذهبية     | بطولة العالم لكرة اليد للرجال 2007 |
| ذهبية     | بطولة أوروبا لكرة اليد للرجال 2004 |
| فضية      | بطولة أوروبا لكرة اليد للرجال 2002 |

## روابط خارجية
- تورستن يانسن على موقع الاتحاد الأوروبي لكرة اليد (الإنجليزية)
- تورستن يانسن على موقع نادي كيل لكرة اليد (الألمانية)
- تورستن يانسن على موقع أوليمبيديا (الإنجليزية)